# Bethanie
Bethanie (în germană Bethanien, în engleză Bethany) este un oraș din Namibia. Este considerată una dintre cele mai vechi așezări de pe teritoriul țării. Se situează pe drumul ce leagă Keetmanshoop de Lüderitz.